# Cedar Grove, West Virginia
Cedar Grove är en ort i Kanawha County i delstaten West Virginia, USA.